# Rajahmundry
Rajahmundry è una suddivisione dell'India, classificata come municipal corporation, di 313.347 abitanti, situata nel distretto del Godavari Orientale, nello stato federato dell'Andhra Pradesh. In base al numero di abitanti la città rientra nella classe I (da 100.000 persone in su).

## Geografia fisica
La città è situata a 16° 58' 60 N e 81° 46' 60 E e ha un'altitudine di 13 m s.l.m..

## Società

### Evoluzione demografica
Al censimento del 2001 la popolazione di Rajahmundry assommava a 313.347 persone, delle quali 158.027 maschi e 155.320 femmine. I bambini di età inferiore o uguale ai sei anni assommavano a 31.064, dei quali 15.634 maschi e 15.430 femmine. Infine, coloro che erano in grado di saper almeno leggere e scrivere erano 219.868, dei quali 117.558 maschi e 102.310 femmine.